# Naturbad Bad Elster

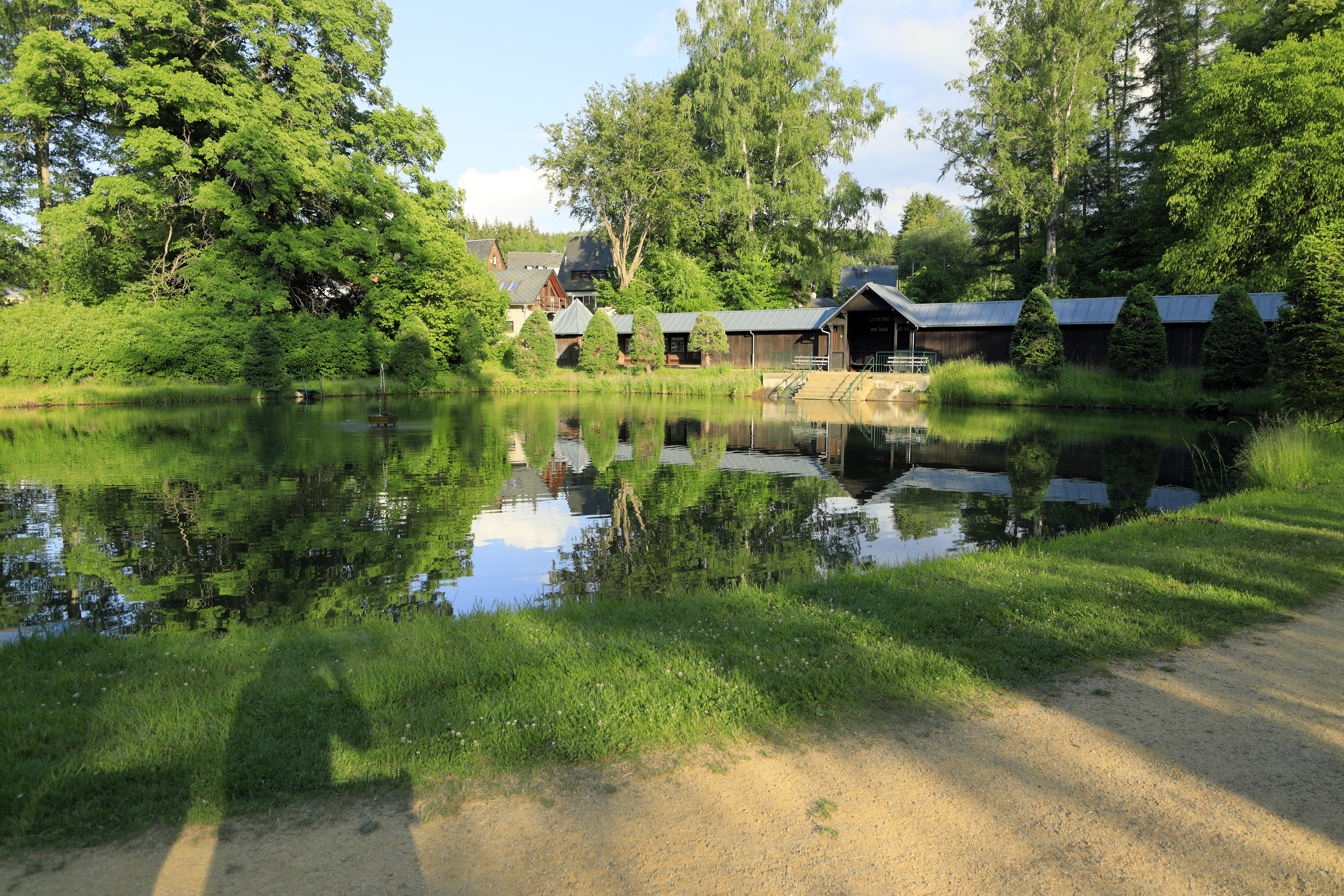
Eingangsbereich und erster Teich 2023

Das Naturbad Bad Elster ist ein Freibad im Kurort Bad Elster im sächsischen Vogtlandkreis. Das Bad wurde am 22. Juni 1906 als Sonnen-, Luft- und Schwimmbad eröffnet. Es steht im Rahmen der Sachgesamtheit Park- und Kuranlagen Bad Elster unter Denkmalschutz.

## Geschichte

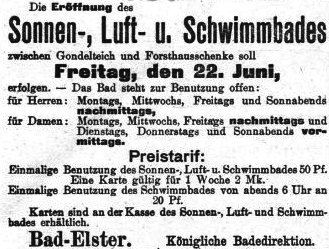
Anzeige zur Eröffnung des Bades 1906

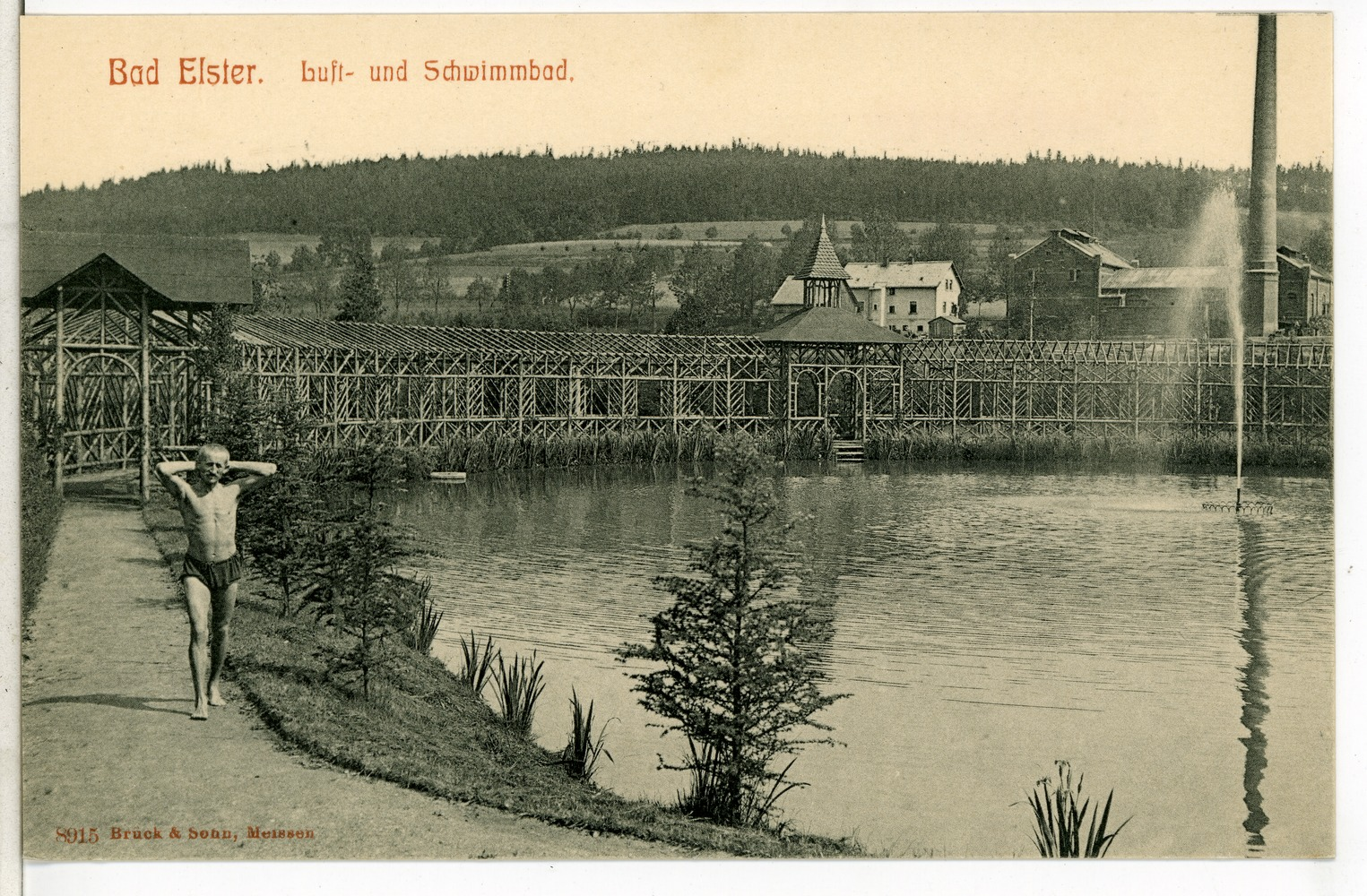
Ansicht des Bades 1907

Am 21. Juli 1905 genehmigte das damalige Ministerium des Innern die Anlage gemäß den Plänen des Anstaltsobergärtners Paul Schindel (1867–1921) mit veranschlagten Kosten in Höhe von 6800 Mark (nach heutiger Kaufkraft etwa 51.000 €).
Im Oktober 1914 legte der inzwischen zum Königlichen Garteninspektor beförderte Paul Schindel die Planungen für eine Erweiterung des Bades vor. Am 20. Februar 1915 beschloss das Ministerium des Innern die Erweiterung des Bades nach seiner Gestaltungszeichnung in Form der heutigen Anlage. Am 11. Mai 1915 wurde der Baumeister Paul Seifert aus Oelsnitz/Vogtl. mit dem Erweiterungsbau beauftragt. Die zweite Eröffnung mit drei getrennten Badeteichen für Damen, Herren und Familien erfolgte im Jahre 1916. Von den einst drei Badeteichen sind heute noch zwei vorhanden.

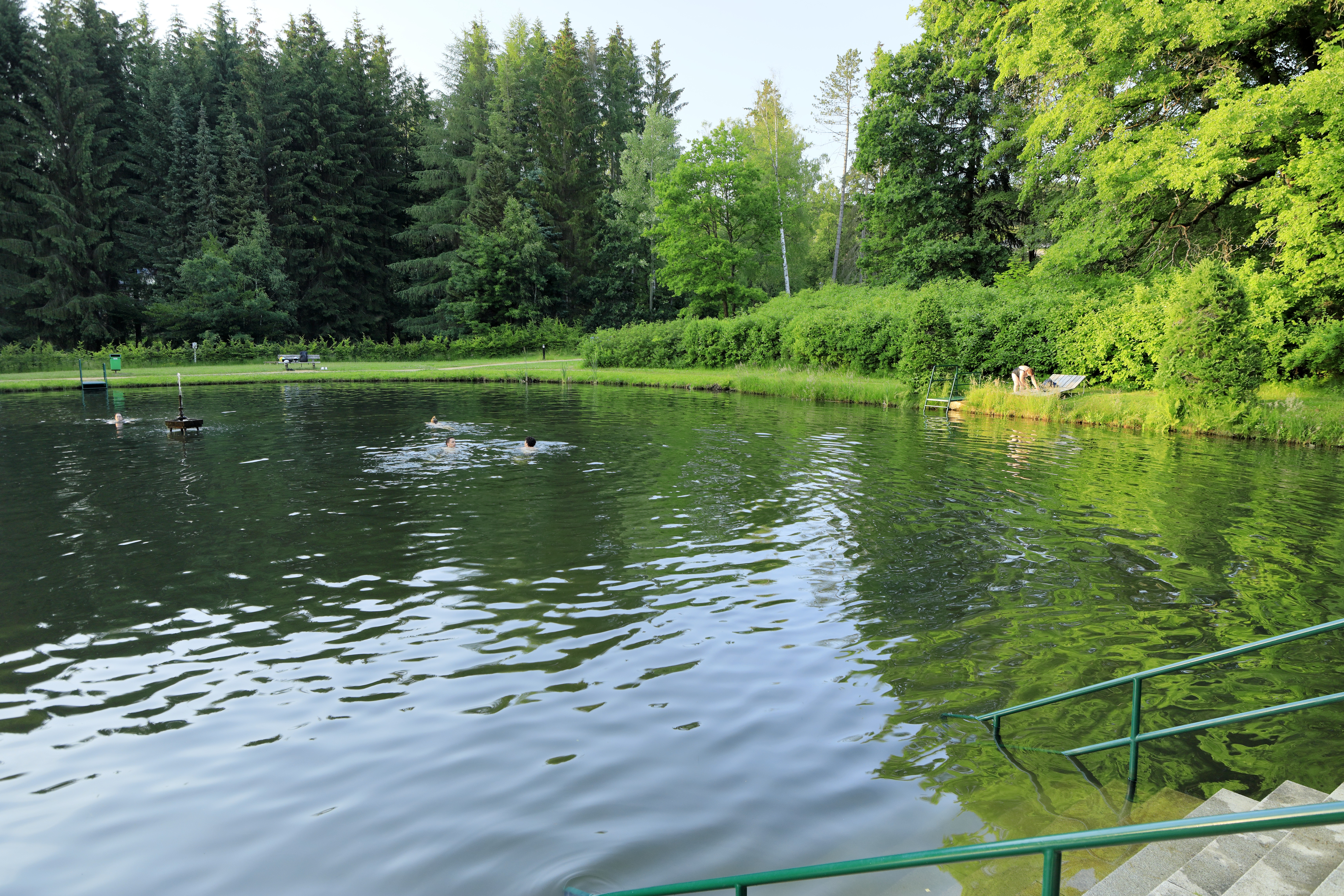
Naturbad Bad Elster 2023

## Gegenwart
Im Naturbad Bad Elster gibt es zwei Badeteiche mit einer Wasserfläche von jeweils 706 Quadratmetern und einer Tiefe von 1,30 Metern. Der Zugang zum Wasser ist barrierefrei. Der Eintritt in das Bad ist frei, das Wasser nicht
gechlort. Die Stadt Bad Elster ist Eigentümer der Liegenschaft des historischen Naturbades.
Am 28. Februar 2012 wurde der „Förderverein Naturbad Bad Elster e. V.“ gegründet. Ziel des Vereins ist es, die dauerhafte ideelle und finanzielle Förderung sowie Investitionen zum Erhalt und der Sanierung voranzutreiben. Das Bad kann für Feiern gemietet werden.